# Imperobator
Imperobator ("mocný válečník") byl rod maniraptorního teropodního dinosaura z kladu Paravia, žijícího v období pozdní svrchní křídy (geologický věk maastricht) před asi 71 miliony let. Patří k několika rodům dinosaurů, známým v současnosti z území Antarktidy.

## Objev a popis
Jeho fosilie byly objeveny na území dnešní Antarktidy (Ostrov Jamese Rosse, geologické souvrství Snow Hill Island) a stal se tak jedním z několika málo známých rodů dinosaurů objevených na tomto ledovém kontinentu. Dříve byl znám pod přezdívkou "Naze dromaeosaur", ačkoliv do čeledi Dromaeosauridae nejspíš nespadal. Typový druh I. antarcticus byl formálně popsán v dubnu roku 2019.
Fosilie druhu I. antarcticus byly objeveny v horninách souvrství Snow Hill Island, pocházející z doby pozdní křídy. V tehdejší době nebyla Antarktida ještě zaledněná a klima bylo mnohem mírnější a příznivější než dnes. Spolu s imperobatorem zde žili další dinosauři druhů Trinisaura santamartaensis, Morrosaurus antarcticus a Antarctopelta oliveroi, dosud nepopsaný titanosaurní sauropod nebo třeba draví mořští plazi elasmosauři. V popisné studii je Imperobator prohlašován za "gigantického" paraviana, jeho celková délka však činila zhruba "jen" 3 až 4 metry. To je relativně značná velikost na poměry kladu Paravia, ale nikoliv v porovnání s dalšími teropody.